# Monarquia autoproclamada

Coroação de Napoleão I da França na Catedral de Notre-Dame de Paris. Napoleão coroou-se como "Imperador dos Franceses" durante esta cerimônia, e depois coroou sua consorte Josefina como Imperatriz.

Uma monarquia autoproclamada é estabelecida quando uma pessoa reivindica uma monarquia sem quaisquer laços históricos com uma dinastia anterior.   Em muitos casos, isso os tornaria pretendentes ao trono (quando uma dinastia governante já está estabelecida). O autoproclamado monarca pode ser de um estado estabelecido, como Zog I da Albânia, ou de uma micronação, como Leonard Casley de Hutt River, Austrália Ocidental.

## Monarquias autoproclamadas do passado

### Albânia
Em 1928, Ahmet Zogu, presidente da Albânia, proclamou-se "Rei Zog I".  Governou durante 11 anos numa monarquia nominalmente constitucional que foi derrubada na invasão italiana da Albânia. 

### Andorra
Em 1934, Boris Skossyreff declarou-se “Boris I, Rei de Andorra”. O seu pretenso reinado durou apenas alguns dias, foi expulso quando declarou guerra a Justí Guitart i Vilardebó, bispo de Urgell e co-príncipe ex officio de Andorra. 

### Austrália
Em 1970, após uma disputa sobre as cotas de produção de trigo, Leonard Casley proclamou sua fazenda de trigo na Austrália Ocidental como o "Principado de Hutt River", autodenominando-se "Sua Alteza Real o Príncipe Leonard I de Hutt".  O governo australiano não reconheceu a sua reivindicação de independência.  Casley abdicou em 2017, passando o principado para seu filho, “Príncipe Graeme I”. O principado foi formalmente dissolvido em 2020. 

### Camarões
Lekeaka Oliver foi um comandante rebelde separatista que lutou na Crise Anglófona. Em 2019, ele se autoproclamou "Governante Supremo"  ou "Rei" de Lebialem, um departamento dos Camarões.  Esta medida foi condenada tanto pelos legalistas camaroneses como por outros rebeldes.   Oliver foi morto em 2022. 

### República Centro-Africana
Em 1976, uma monarquia 'Imperial' de curta duração, o "Império Centro-Africano", foi criada quando o ditador Jean-Bédel Bokassa da República Centro-Africana se autoproclamou "Imperador Bokassa I". No ano seguinte, ele realizou uma suntuosa cerimônia de coroação. Ele foi deposto em 1979.

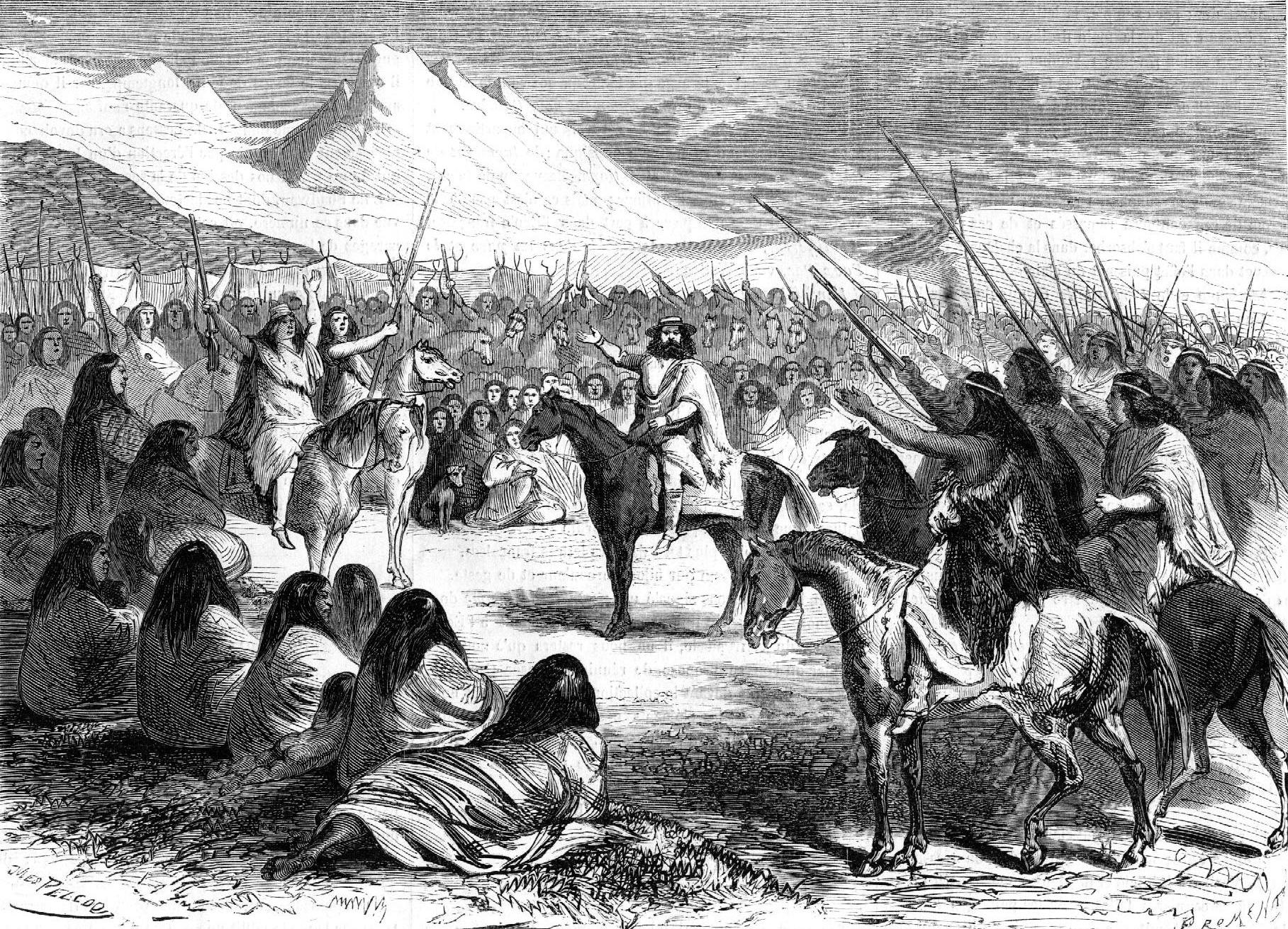
Antoine de Tounens com os guerreiros Mapuche

### Chile
Em 1860, um aventureiro francês, Orélie-Antoine de Tounens, proclamou o "Reino da Araucânia e Patagônia" no Chile com o apoio dos chefes Mapuche locais. Ele se autodenominou "Aurélio-Antônio I". Em 1862, foi preso e deportado pelo governo chileno.

### China
Hong Xiuquan proclamou-se líder do Reino Celestial de Taiping durante a Rebelião de Taiping em 1851.
Em 1915, o presidente da China, Yuan Shikai, declarou a restauração da monarquia chinesa, tendo ele mesmo como imperador. O plano falhou e ele foi forçado a renunciar. 
Desde então, tem havido repetidas tentativas de indivíduos de se declararem imperadores ou imperatrizes chineses. Nas décadas de 1920 e 1930, houve vários camponeses rebeldes que se declararam membros da Casa de Zhu e tentaram restaurar a Dinastia Ming, como os autoproclamados imperadores "Chu, o Nono" (1919-1922, apoiados pela Sociedade da Areia Amarela), "Wang, o Sexto" (1924),  e Chu Hung-teng (1925, apoiado pela Sociedade do Portão Celestial).  Durante as Rebeliões do Soldado Espiritual (1920–1926), um ex-trabalhador agrícola e líder rebelde chamado Yuan declarou-se o "Imperador de Jade".  Após a Guerra Civil Chinesa, houve centenas de pretendentes monárquicos que se opuseram ao Partido Comunista Chinês e muitas vezes reuniram pequenos grupos de apoiantes. Monarcas autoproclamados notáveis incluem: Li Zhu, declarou uma nova dinastia em 1954;  Song Yiufang, líder do Caminho dos Nove Palácios (coroado por seus seguidores após entrar furtivamente na Cidade Proibida em 1961);  Yang Xuehua, imperatriz da Seita do Palácio Celestial (presa em 1976 e executada após supostamente planejar uma rebelião); Chao Yuhua, imperatriz da “Dinastia do Grande Sábio” (coroada em 1988 numa fábrica);  Tu Nanting, ex-soldado e imperador (acreditou em seu reinado depois de ler vários livros sobre profecias, o arcano e a moral);  Yang Zhaogong que tentou estabelecer uma nova dinastia com alegado apoio de membros do  CCCPC.  Em geral, estes autoproclamados monarcas não tiveram muito sucesso e foram rapidamente presos pelas forças de segurança.  No entanto, um autoproclamado imperador, Li Guangchang, organizou uma grande seita de apoiadores e governou de fato um pequeno território no condado de Cangnan, chamado de "Nação Zishen", de 1981 a 1986, na independência de facto da China. Ele acabou sendo preso, supostamente após tentar organizar uma rebelião mais ampla. 

### Congo
Poucos dias depois de se tornar independente da Bélgica, a nova República do Congo viu-se dividida entre facções políticas concorrentes, bem como por interferência estrangeira. À medida que a situação se deteriorava, Moise Tshombe declarou a independência da província de Katanga como Estado de Katanga em 11 de julho de 1960. Albert Kalonji, alegando que os Baluba estavam a ser perseguidos no Congo e precisavam do seu próprio estado na sua tradicional terra natal Kasai, seguiu o exemplo pouco depois e declarou a autonomia do Kasai do Sul a 8 de Agosto, tendo ele próprio como chefe.  Em 12 de abril de 1961, o pai de Kalonji recebeu o título de Mulopwe (que se traduz aproximadamente como "imperador" ou "rei-deus"),  mas ele imediatamente "abdicou" em favor de seu filho.  Em 16 de julho, manteve o título de Mulopwe e mudou seu nome para Albert I Kalonji Ditunga.  A medida gerou polêmica entre os membros do próprio partido de Kalonji e custou-lhe muito apoio.
Pouco depois, como preparação para a invasão de Katanga, as tropas do governo congolês invadiram e ocuparam o sul de Kasai, e Kalonji foi preso.  Ele escapou, mas South Kasai finalmente retornou ao Congo. 

### França
Em 1736, Freiherr Theodor Stephan von Neuhof estabeleceu-se como Rei da Córsega numa tentativa de libertar a ilha da Córsega do domínio genovês.
Em 1804, o cônsul francês Napoleão Bonaparte proclamou-se “Imperador Napoleão I”.  Embora este regime imperial tenha terminado com a sua queda do poder, o sobrinho de Napoleão, Louis-Napoléon Bonaparte, foi eleito em 1848 como Presidente da França. Em 1852, declarou-se “ Imperador Napoleão III”; ele foi deposto em 1870. 

### Haiti

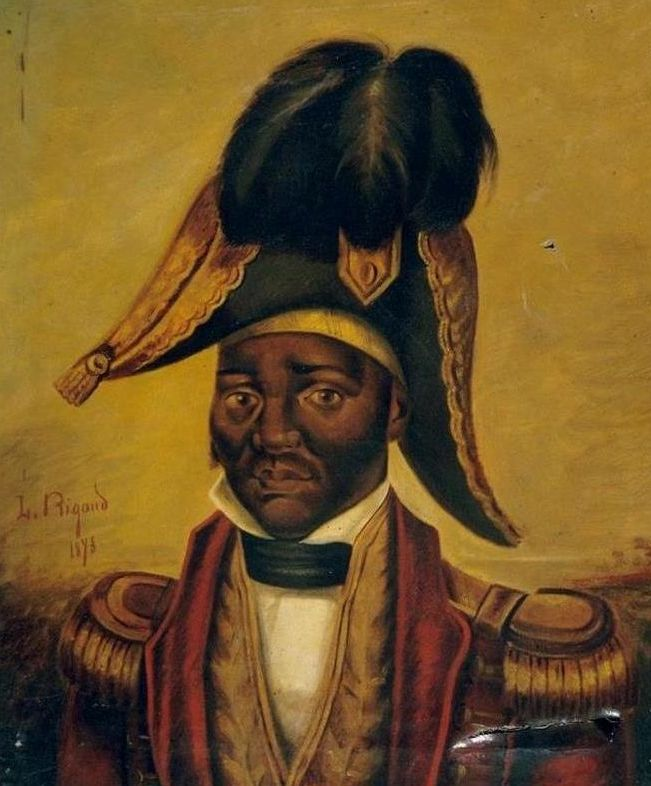
Jaques I, Imperador do Haiti, 1804

Em 1804, no Haiti, o governador-geral, Jean-Jacques Dessalines, proclamou-se "Imperador Jacques I". Ele governou por dois anos.  Em 1811, o presidente, Henry Christophe, proclamou-se "Rei Henrique I" e governou até 1820.  Em 1849, o presidente, Faustin Soulouque, proclamou-se "Imperador Faustin I" e governou até 1859. 

### México
Em 19 de maio de 1822, Agustín Cosme Damián de Iturbide y Arámburu, foi coroado Imperador do México . Ele era um general nascido no México que serviu no Exército Espanhol, durante a Guerra da Independência do México, mas mudou de lado e juntou-se aos rebeldes mexicanos em 1820. Ele foi proclamado presidente da Regência em 1821. Quando o rei Fernando VII da Espanha se recusou a se tornar monarca constitucional, Iturbide foi coroado imperador. Ele governou o México por menos de um ano, quando abdicou e foi para o exílio durante uma revolta em março de 1823. Ele retornou ao México em 14 de julho de 1824 e foi executado pelo Governo Provisório do México.
Maximiliano I foi proclamado imperador pelos conservadores mexicanos com a ajuda de Napoleão III em 1864, foi deposto e executado em 1867.

### Romênia
Florin Cioabă proclamou-se Rei dos Romani de Todos os Lugares. Ele morreu em 2013. 

### Filipinas
Em 1823, em Manila, Filipinas, um capitão de regimento, Andrés Novales, encenou um motim e proclamou-se "Imperador das Filipinas". Depois de um dia, as tropas espanholas de Pampanga e Intramuros o removeram. 

### Trindade
Em 1893, James Harden-Hickey, um admirador de Napoleão III, coroou-se "Jaime I do Principado de Trinidad".  Durante dois anos ele tentou, mas não conseguiu fazer valer sua reivindicação.

### Estados Unidos
Em 1850, James J. Strang, que afirmava ser o sucessor de Joseph Smith como líder do movimento dos santos dos últimos dias, proclamou-se rei de seus seguidores em Beaver Island, Michigan . Em 8 de julho de 1850, ele foi coroado em uma elaborada cerimônia de coroação . Strang evitou as acusações de traição do governo federal e continuou a governar até 1856, ano em que foi assassinado por dois "Strangites" descontentes. 
Em 1859, Joshua Abraham Norton, um empresário falido de São Francisco, declarou-se "Imperador da América e Protetor do México"; ele se tornou e permaneceu uma celebridade local pelo resto de sua vida. 

## Monarquias autoproclamadas atuais

### Itália
O Principado de Seborga (em italiano:  Principato di Seborga) é uma micronação que reivindica uma área de 14 quilômetro quadrados (5,4 sq mi) área localizada na província italiana de Imperia, no noroeste da Ligúria, perto da fronteira francesa, e a cerca de 35 quilômetros (22 mi) de Mônaco .  O principado coexiste e reivindica o território da cidade de Seborga . No início da década de 1960, Giorgio Carbone começou a promover a ideia de que Seborga restaurasse a sua independência histórica como principado.   Em 1963, o povo de Seborga estava suficientemente convencido destes argumentos para eleger Carbone como seu Chefe de Estado. Ele então assumiu o estilo e o título de Sua Alteza Sereníssima Giorgio I, Príncipe de Seborga, que manteve até sua morte em 2009. O Principado de Seborga é uma monarquia eletiva e as eleições são realizadas a cada sete anos. O monarca subsequente foi o Príncipe Marcello Menegatto (Príncipe Marcello I), que governou de 2010 a 2019. Em 23 de abril de 2017, o Príncipe Marcello foi reeleito e assumiu o cargo por mais sete anos,  mas abdicou do trono em 2019.  Nina Menegatto foi eleita chefe de estado como Princesa Nina em 10 de novembro de 2019. 

### Reino Unido
Em 1967, Paddy Roy Bates, um ex-major do Exército Britânico, assumiu o controle da Roughs Tower, um forte marítimo de Maunsell situado na costa de Suffolk e declarou-o o "Principado de Sealand".  Após sua morte em 2012, “Prince” Paddy Roy Bates foi sucedido por seu filho, Michael. 

### Canadá
Romana Didulo, uma mulher filipina-canadense, afirmou ser a "rainha secreta do Canadá" em junho de 2021 e acumulou seguidores semelhantes a um culto, consistindo principalmente de apoiadores de direita do QAnon, sendo seguida por 17.000 usuários do Telegram, um serviço de mensagens plataforma favorecida pelas figuras da extrema direita e do QAnon. Ela e seus seguidores começaram a distribuir cartas de “cessar e desistir”, exigindo que pessoas e empresas parassem de seguir as restrições canadenses do COVID-19. 
Num vídeo introdutório ao Telegram, Didulo afirmou ser "o fundador e líder do Canada1st", um partido político não registado, e "o chefe de estado e comandante-em-chefe do Canadá, a República". Ela alegou que a verdadeira chefe de estado do Canadá, a Rainha Elizabeth II, foi executada secretamente e que ela foi nomeada Rainha pelo "mesmo grupo de pessoas que ajudaram o presidente Trump", em referência a uma crença comum dentro da teoria da conspiração QAnon.   Na realidade, Elizabeth II morreu de causas naturais em 8 de setembro de 2022.  